# Kalle Leivonen
Kaarle Herman „Kalle” Leivonen (ur. 17 września 1886 w Jalasjärvi, zm. 23 września 1938 w okolicach Pietrozawodska) – fiński zapaśnik, uczestnik Igrzysk w 1912 w Sztokholmie.

## Letnie Igrzyska Olimpijskie 1912
| Konkurencja                   | Runda grupowa        | Runda grupowa          | Runda grupowa      | Runda grupowa         | Runda grupowa         | Runda grupowa        | Runda grupowa            | Finał                          | Klas. końcowa |
| Konkurencja                   | Przeciwnik I         | Przeciwnik II          | Przeciwnik III     | Przeciwnik IV         | Przeciwnik V          | Przeciwnik VI        | Przeciwnik VII           | Finał                          | Miejsce       |
| ----------------------------- | -------------------- | ---------------------- | ------------------ | --------------------- | --------------------- | -------------------- | ------------------------ | ------------------------------ | ------------- |
| styl klasyczny, waga piórkowa | Mariano Ciai (ITA) W | Percy Cockings (GBR) W | Erik Öberg (SWE) W | Josef Beránek (BOH) W | Harry Larsson (SWE) W | Otto Lasanen (FIN) P | Georg Gerstäcker (DEU) P | → Odpadł z dalszej rywalizacji | siódma runda  |